# Korean Broadcasting System

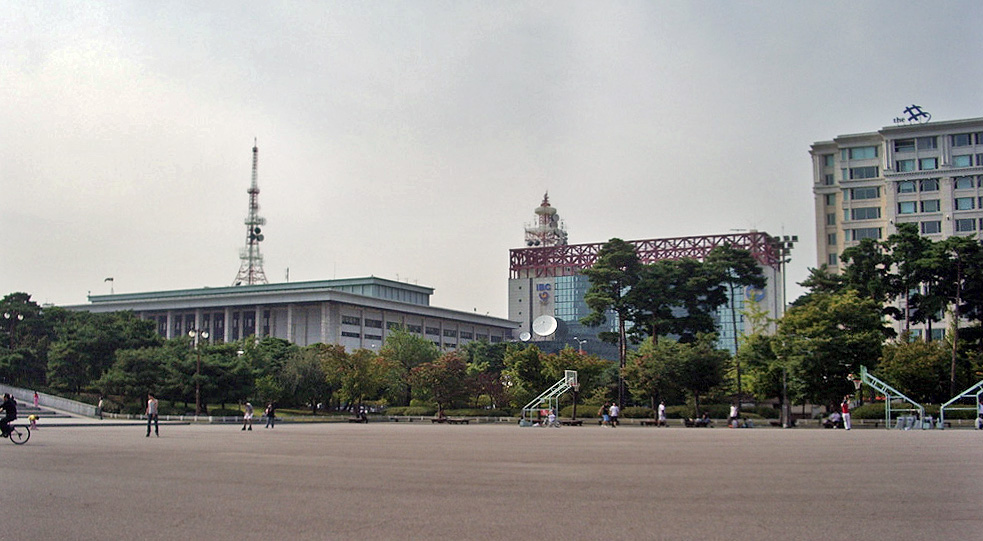
Huvudkontoret för KBS

Korean Broadcasting System, förkortat KBS, är ett sydkoreanskt TV-bolag. Det började sända radio år 1927 och TV år 1961.

## Kanaler
- KBS1
- KBS2
- KBS World